# Alankara
Alankara (z sanskrytu „ozdoba”) – jedno z podstawowych pojęć tradycyjnej poetyki indyjskiej. Choć przypomina europejskie tropy i figury retoryczne, nie jest z nimi tożsame. Najważniejsza różnica polega na tym, że alankara najczęściej odnosi się do całej strofy wiersza, a nie do pojedynczych słów czy zwrotów. Indyjscy teoretycy literatury stworzyli liczne systemy klasyfikacji alankar, których liczba stopniowo rosła – od kilku podstawowych do ponad stu różnych typów .
W staroindyjskiej poetyce wyróżnia się dwa główne typy alankar:
1. Znaczeniowe – do tej grupy zaliczane są m.in. porównanie (upama), metaforę (rupaka), hiperbolę (atishayokti), gra słów (shlesha).
2. Słowne – obejmują różne formy aliteracji (np. yamaka)[2] .